# クロスボーン・バンガードの機動兵器
- 機動戦士ガンダムF91 > クロスボーン・バンガードの機動兵器
- 機動戦士クロスボーン・ガンダム > クロスボーン・バンガードの機動兵器

クロスボーン・バンガードの機動兵器は、アニメーション映画『機動戦士ガンダムF91』および関連作品に登場する「クロスボーン・バンガード（以下CV）」に所属するモビルスーツ（MS）およびモビルアーマー（MA）などの機動兵器の解説を記述する。表記は型式番号順。
『F91』劇中および『シルエットフォーミュラ91』に登場するCV製MSのメカニックデザインは大河原邦男。
なお、漫画『機動戦士クロスボーン・ガンダム』のシリーズに登場する「宇宙海賊クロスボーン・バンガード」に所属する兵器については、機動戦士クロスボーン・ガンダムの登場兵器であつかうものとし、本記事では掲載しない。

## デザイン
CVのモビルスーツのデザインは大河原邦男が担当した。
「コスモ・バビロニアのMS」ということから古代バビロニアをモチーフとすることになった。大河原は歴史上バビロンがあったチグリス・ユーフラテス川周辺の彫刻や美術、民族衣装などの資料を集め、そこからインスピレーションを得てデザインした。富野由悠季監督から大河原に「モノアイをやめる代わりに」と目が青くて丸くて大きい古代バビロニアの像が提案される。これに遮光器土偶とガスマスクのイメージを合わせてデザインしたのがゴーグル型のカメラアイ。またラフにあったエルガイムのような目にもOKが出た。指揮官機は、中世の鎧風にしたいというオーダーとバビロンや貴族主義という設定から、大河原が近衛騎兵だった自身の父親の姿も参考にして描いた。ショット・ランサーは、サンライズ企画室の『装甲騎兵ボトムズ』に登場するパイルバンカーをイメージした武装案に富野監督からのOKが出て、大河原に発注された。しかし、元のデザインを知らなかった富野監督は、槍の先が鉛筆キャップのように重なっていて先だけ飛んでいくという設定にした。
当初はTVシリーズ化も視野に入れていたために敵MSに関してもキッチリと作り込もうという方針だったので、偵察型、格闘型、攻撃型の3種類、およびそれぞれの指揮官用と一般用の計6種類のデザインを初めから用意していた。

## モビルスーツ

### デッサ・タイプ
小説版『F91』でその存在が示唆され（名称は「デンナ・タイプ」）、雑誌『B-CLUB』の企画「月刊MSジャーナル」にデザインおよび追加設定が掲載された。
ブッホ・コンツェルンの航空機部門ブッホ・エアロダイナミックス社が開発した機体。従来の20メートル級MSを小型軽量化することで、さらなる性能向上が可能との研究結果をもとに、宇宙世紀0108年7月に試作1号機が完成した。作業用MSとして一般公開されていたが、実際は兵器転用を前提としており、デナンシリーズ以降の戦闘用MSの原型となる。
最大の特徴は、駆動用の核融合ジェネレーターを外装化することで、出力を機体各所に分散して高出力を確保している点である。頭部のゴーグルセンサー（俗にメガネ）には、ハイブリッドセンサーと呼ばれる宇宙戦闘で距離感や立体的な解析能力を持ち合わせる優れた複合式センサーを搭載している。
腕の先は作業用トーチと簡素なマニピュレーターが直付けになっているが、すでにデナン・ゾンとほぼ変わらないたくましいシルエットと、外装の作りや機体各部の姿勢制御スラスターなど、外観も戦闘用MSと遜色ないものに仕上げられている。ただしこの時点でジェネレータは自社製品ではなく、アナハイム・エレクトロニクス (以下、AE) 社から調達したものが搭載されていた。
宇宙世紀0115年に量産計画を発表、0121年のMSショーに出展された。本機はブッホ社がMS事業に参入するために開発した機体として公称され、「空間作業から警備まで幅広く運用できる民間用MSの決定版」として、従来機に匹敵する性能を持ちながら小型化による運用コストの低減が謳われている。実際にはすでに開発が進んでいたデナン・ゾンを民生用に改装したものであり、ジェネレータなどをデチューンし、デュアルセンサーをゴーグルで覆うなどの隠蔽処置がおこなわれている。本機の量産を行うことを名目に、ブッホ社はAE社やヤシマ重工などから部品の大量調達をおこない、クロスボーン・バンガードのMS製造に転用する。
優秀な試験結果を残したことから、デナン・ゾンやベルガ・ダラスといった必要な機能を選定した機体が開発される。
漫画『機動戦士ガンダムF91プリクエル』では、ブッホ・ジャンク社所属の2機が登場。社員からは「デナン型（「タイプ」とルビ）」と呼ばれており、両手は5本指のマニピュレーターに換装されている。バドムとミリアムのベガ兄妹が搭乗し、暗礁宙域で社長のマイッツァー・ロナの指揮のもとデブリ掃除をおこなうが、その最中に座礁した貨客船「スタービュー336」（少年期のザビーネ・シャルらが搭乗）を発見する。

#### XM-00
漫画『機動戦士ガンダムF91プリクエル』に登場。作中では型式番号でのみ呼ばれる。
デッサ・タイプとデナン・ゾンの中間的な外観をもつが、肩アーマーは半円筒形であり、頭部形状はエビル・Sに近い。
ブッホ・コロニーの港口付近で、幼少期のドレル・ロナが操縦する。父カロッゾが「乗りたがったら乗せてやれ」と言ったため、管制所もしぶしぶ許可している。

### デナン・ゾン
CVが開発した初期の機体で、一般格闘戦用MSに区分される。一般機はグレー、「黒の戦隊」所属機は黒色と薄紫色を基調に塗装されている。
CVはあらかじめ立てた戦略に応じた機体を開発しており、企業や組織としての妥協を排除したMS製造をおこなっている。精製技術の進歩により、高価な特殊装甲材を用いずにガンダリウム合金に匹敵する強度と重量を備える。
頭部のハイブリッドセンサーはガンダムタイプに匹敵する索敵能力をもち、射撃照準用サブ・センサーをバックパックに配している。ゴーグル型のカメラ・アイは探照灯の役割も果たす。小型・高出力熱核反応炉を背面側に露出させ、バックパックで蓋をするという構造の工夫により、機体サイズの割りに大型高出力のジェネレーターが搭載可能となり、地球連邦軍のジェガン系列を凌駕するパワーウェイトレシオを実現している。一般化しつつある小型MSの中でも、新世代MSの標準装備をいち早く確立し、大きな革新を遂げている。標準塗装はグレーを基調とする。
漫画『機動戦士ガンダムF90 ファステストフォーミュラ』では、デナン・タイプ（設計図に描かれているのは本機）の開発計画をサナリィとAE社にリークし、MSの技術革新をうながすとともに、到達目標の共有により彼らの試行錯誤を吸収できたことをハウゼリー・ロナが0116年に語っている。計画によれば、全高14メートル級でビーム・シールドを装備、ジェネレーター出力は25メートル級の「ガンダム」を超える4,000キロワット以上を目標としていたとされる。
武装・装備
ビーム・サーベル
ジェネレーター出力の向上により、アイドリング状態にすることでエネルギーロスを少なくしている。
ショット・ランサー
コロニー制圧を想定した槍状の装備であり、住民保護の観点から敵機を爆発させずに攻撃するために採用された。穂先はガンダリウム合金を貫通する威力を有し、レール・キャノンの原理で4段階に分けて射出することも可能。基部には2基のヘビー・マシンガンを内蔵している。
ビーム・シールド
機体の小型化に伴い、出力に余裕ができたことから装備された。ビーム、実弾双方を防ぐことが可能で、攻撃にも使用できる。
劇中での活躍
『機動戦士ガンダムF91』冒頭でコロニーに潜入する機体が登場。本編では一般機のほか、黒の戦隊が運用する機体も登場する。ゲーム『機動戦士ガンダムF91 フォーミュラー戦記0122』では、終盤に従来機をしのぐ未知の勢力の強敵として登場する。
個人・部隊専用機
ダーク・タイガー隊所属機
漫画・小説『機動戦士ガンダム シルエットフォーミュラ91』に登場。
シェルフ・シェフィールド率いるダーク・タイガー隊に配備された機体で、部隊カラーの赤を基調とする。CVの機体であることを偽装するため、頭部にはザクをイメージさせるモノアイのバイザーが装着されている。モーリス・オバリー少尉の機体ではショット・ランサーが試作品となっており、訓練用のため穂先がゴムとなっている。ネオ・ジオン残党が潜伏するゼブラゾーンにて試験運用が行われる。
デス・ガンズ隊所属機
漫画『機動戦士ガンダム シルエット・フォーミュラ フォーミュラ91の亡霊』に登場。
CVの精鋭部隊「デス・ガンズ」が使用する機体。隊長機であるガンマッド少佐機は両側頭部にデナン・ゲーと同じブレードアンテナを装備し、デナン・ゲーのビーム・ライフルを装備している。
フロンティアIの制圧作戦に参加するが、サナリィの機密書類を抹消する任を帯びた連邦軍ウォルフ少尉の駆るクラスターガンダムと交戦となり、撃破される。
ロン / スタン専用機
漫画『機動戦士ガンダムF91プリクエル』に登場。
ザビーネ大隊（黒の戦隊）所属の双子のパイロット、ロンとスタンの専用機。ネオ・ジオン軍のガズアル / ガズエルと同様に左右非対称の肩アーマーをもち、これとショット・ランサーおよびビーム・シールドの配置がそれぞれ左右逆になっている。左利きの機体がスタン専用機。なお、バックパック上部のサブ・センサーは両機とも従来通り左側に装備されている。

#### ケトル・ゾン
漫画『機動戦士クロスボーン・ガンダム DUST』に登場する機体で、デナン・ゾンをベース機としているがカスタマイズが進んでおり、一般パイロットにはかなり扱いづらい。複合武器である『ソード・ガン』と弾を受け流しやすい曲面形の盾『ポッド・シールド』を装備している。
傭兵ジャン・ドーヴァンの機体であるが、ルナツーでの戦いではジャンがF89に搭乗したため、父であるフランク・オズが使用する。

### デナン・ゲー
一撃離脱戦法を前提に開発された機体。CVはデナン・ゾンの制式採用後、すぐさま戦術に応じた機体の開発に入った。本機はデナン・ゾンの汎用性をさらに一歩進め火力の向上を行ったモデルで、本格的な攻撃用MSとしてデナン・ゾンに続いて大量生産された。機体配色はデナン・ゾンと同様。頭部はデナン・ゾンと同じくハイブリッド・センサーを持ち、側頭部にはアンテナが張り出している。周辺被害を考慮して火力を抑えたデナン・ゾンとは対照的に、ショット・ランサーを廃止しビーム・ライフルや肩部3連グレネードなど標準的な武装を装備、敵機を確実に撃破することを目的としている。運用上はデナン・ゾンの支援機として位置付けられているが、出力や推力ではこちらが上回っている。操作性も良好であり、訓練用としても運用されている。資料によって一般兵用とする記述と、汎用性の高さから士官クラスでも使用したとする記述が存在する。
劇中での活躍
『機動戦士ガンダムF91』最初のMS戦闘では、大型のジェガンを機動性で翻弄し圧倒する場面が描かれる。セシリー・フェアチャイルド（ベラ・ロナ）が訓練用として最初に搭乗するMSであり、ザビーネ・シャルもベルガ・ギロスの修復中は代用として黒の戦隊（ブラック・バンガード）仕様の機体に搭乗する。

### エビル・S
偵察任務を目的に開発された機体。ベース機のデナン・ゾンよりもさらに小型で、CV全体としても最小サイズである。機体色はデナン・ゾンに準ずる。CVでは格闘型・戦闘型のMSに偵察用MSを加えて運用することがあるほか、ダギ・イルスと小隊を組むことも多い。単機での偵察行動も行える。
肩に装備された偵察ポッドを飛ばし情報を収集、実際に敵と遭遇した場合は、戦闘を行いそのデータを採取する。本来は戦闘行動を目的としていないが、不意の事態に備えた各種隠し武装を装備している。索敵レーダーに影響を与えるビーム・シールドは装備せず実体式シールドを携行する。カメラアイのハイブリッド・センサーはほかのデナン･シリーズとは異なり、角張り細長い形状である。
『機甲戦記ドラグナー』でのバンダイとのやり取りで、偵察機であるドラグナー3を登場させた経緯から、本機の登場が実現できたという。

### ベルガ・ダラス
デナン・ゾンを指揮官用に発展させたベルガシリーズの第一弾。デナン・ゾン同様に近接戦闘用として設計された。ロナ家を中心とする貴族階級は、ほかの一般兵との機体の区別を早くから要求しており、この命を受けて指揮官機として開発された経緯がある。
CVの指揮官用MSは古代バビロニア王国の神像をモチーフとしており、ベルガ・シリーズは頭飾付きのバビロニアの兜を模した頭部に統一されている。ドレル機は紫を主体としたカラーリングで、一般機も同様の配色となる。
デナン系と異なるフレームを採用し、外付けジェネレーター直結の独立スラスターを組み合わせ、AMBACシステム兼用のシェルフ・ノズルをもつ。本機では、個々のスラスター3基の組み合わせが2組装着されている。これにより従来機に比べ圧倒的な機動性と運動性を発揮する。デナン系に比べ先鋭的な調整がされており、エース級パイロットでなければ乗りこなせない反面、最初期の機体のため性能はベルガ・ギロスに劣る。
背中にはビームフラッグが装備されている。これは背中から散布した酸化燃料触媒に荷電粒子ビームを照射することによって文字や図案が書き込めるというもので、通信がし難い高ミノフスキー粒子散布区域において命令を伝達する用途のほか、敵に対する示威行為にも使用される。触媒は一定時間燃焼した後、拡散して燃え尽きる。
武装は右腕部にアタッチメント方式で装備された他機より大型のショット・ランサーとビーム・サーベル、ビーム・シールドの3つ。シェルフ・ノズルはゲーム『機動戦士ガンダムF91 フォーミュラー戦記0122』において、機体から分離した後に内蔵された機銃で攻撃する兵器として使用されている。基本小隊はベルガ・ダラスを指揮官機として、随伴機にデナン・ゾン2機となる。
劇中での活躍
映画『機動戦士ガンダムF91』本編では、おもにドレル・ロナの専用機が序盤から中盤に登場し活躍。劇中序盤にシーブックの駆るガンタンクR-44と交戦し、撃破している。またフロンティアIへの威力偵察の際には命令を反故しコロニー内に侵入、シーブックやビルギットらスペースアークの部隊や連邦駐留軍の部隊と交戦し、僚機3機に損害を受け撤収している。一般機としても多数が登場している。ゲーム『機動戦士ガンダムF91 フォーミュラー戦記0122』では終盤にかけてラスボスに次ぐ強敵として登場した。

### ベルガ・ギロス
ベルガ・ダラスの性能向上を目的として開発された機体。指揮官用の機体であり、ベルガ・ダラスとは多くのパーツが共有化されている。優秀なパイロットにのみ与えられる高性能機。シェルフ・ノズルをさらに改良し、不必要なアポジモーターを排除しスラスターの配置を見直したことで機体の軽量化と機動性の向上がなされている。対MS戦を想定してセンサーも強化され、アンテナも通信機能を強化した高性能タイプを採用している。武装のショット・ランサーは固定式から取り外し可能なタイプとなり、各種武装に対応可能となった。また、マシンキャノンも4門に増加している。背部のシェルフ・ノズルは各個に分散可能で、ミサイルのような兵装として使用できる。一般機のほか、黒と紫を基調としたブラック・バンガードのザビーネ・シャル専用機が存在する。ザビーネ機のビームフラッグはCVの紋章でなく、シャル家の紋章が描かれているが、これはエリート選抜部隊である黒の戦隊（ブラック・バンガード）隊長の特権である。
劇中での活躍
映画全般では黒の戦隊（ブラック・バンガード）であるザビーネ・シャルの愛機として登場。フロンティアIにおいて地球連邦軍に寝返ったアンナマリーのダギ・イルスと交戦して撃破するも、左肩を損傷したため修理に入るのを最後に登場しない。
漫画『機動戦士ガンダム クライマックスU.C. 紡がれし血統』では、「戦鬼」の異名を持つシュテイン・バニィール中尉が搭乗。パーソナルカラーである金色に塗装されており、コスモ・バビロニア建国戦争において、MS5機、戦艦1隻を撃墜する戦果を挙げる。

#### ベルガ・ギロス・パワードウェポンタイプ
メカニックデザイン企画『F91-MSV』に登場。
ベルガ・ギロスを対艦用の爆撃機とした機体。脚部に艦橋遮蔽型の戦艦をも一撃で撃沈し得る対艦用ミサイルを装備。背部のシェルフ・ノズルはブースターパック(推力8950kg)へと換装されている。大型のスラスターユニットを装着することで航続距離が延長された。また、このブースターパックには衛星攻撃を目的としたミサイル・ASAT (Anti SATellite weapon)を内蔵している。
この呼称は『ガンダムマガジン』掲載時のもので、「ベルガ・ギロス 武装強化型」と記載する資料、「ベルガ・ギロスカスタム」と記述する資料も見られる。

#### ベルガ・ギロス ジレ・クリューガー専用機
スマートフォンゲームアプリ『機動戦士ガンダム U.C. ENGAGE』に登場するゲームオリジナルMS。
作戦参謀であるジレ・クリューガー大佐が搭乗するMSとして、指揮官用のベルガ・ギロスをもとに準備される。権威をあらわすため、左肩のレリーフが刻まれた追加装甲をはじめとして各部に飾緒などを模した装飾が加えられている。また、ジレが率いる部隊は蒼色を基調とする「蒼の部隊」として運用される計画であった。
しかし、フロンティアIの戦闘でラフレシア・プロジェクトの実質ナンバー1であるカロッゾ・ロナとナンバー2であるジレが戦死。あとを引き継いだメンバーによってバグ稼働テストによる問題点が検証され、子バグのキャリアー兼司令塔である親バグが早期に撃破されたことにより失敗したと判明。これを受けて機体の両肩にバグを再利用したホップバグを装備し、親バグと子バグの一部をMSパイロットのコントロール下に置くことによって戦略性を高める運用方法が考案される。

#### ベルガ・バルス
漫画『機動戦士ガンダム シルエットフォーミュラ91』に登場。
ベルガ・ギロスの改良機でありベルガシリーズの最終型。ダーク・タイガー隊に配備された機体は赤色の配色となっている。すべての面でベルガ・ギロスを上回る性能を発揮し、ウィング状に形作られたシェルフ・ノズルが特色である。バナナ型マガジンを二列に並べた機銃を持つショット・ランサーを携帯している。
劇中での活躍
シェルフ・シェフィールド大尉の愛機として登場。ネオガンダム1号機のG-バードでビーム・シールドの基部を破壊されるが、本体への直撃はまぬがれる。その後は反撃に転じ、ショット・ランサーでG-バードを破壊する。

### ダギ・イルス
エビル・Sと同様に偵察任務に特化された機体。主に指揮官機として運用される。CVのMSの特徴であるハイブリッド・センサーは装備せず、ゴーグルタイプのカメラアイを持つ。並みのMSをはるかに上回る情報処理能力をもち、単純比較で通常のMS（デナン・ゾンクラス）5、6機分の領域捜索が可能とされる。
超長距離用センサーが全身に配置されており、条件次第では数千キロの範囲を数センチ単位で走査可能。新開発のドップラー・レーダーを持ち移動中でも高精度の索敵を実現した。連邦軍側のMS同様バックパック、両腕、両足の6か所にハードポイントを備えている。
ジェネレーターはベルガ・ダラスと同型のものを採用、バイパスしたエナジーを利用することで、発展機のビギナ・ギナを超える推力を得ている。技術的にはベルガシリーズから分化したもので、戦闘用としても高い性能を発揮する。
武装・装備
ビーム・ライフル
高度なセンサー機能を利用した狙撃任務にも対応しているため、C・VのMS用ライフルの中では最長の射程をもつ。また、威力も高い。
腹部3連拡散ビーム砲
多少の威力を有するものの、偵察対象からの早急な離脱のための眩惑・撹乱用のビームとして装備される。作中ではビーム・シールドを構えたデナン・ゾンを撃墜している。
シールド
エビル・Sと同じく電装機器への干渉防止の点から、ビーム・シールドではなく実体式のシールドを装備している。
劇中での活躍
アンナマリー・ブルージュの乗機として登場。黒の戦隊の随伴機として活動するが、ザビーネへの反発からのちに地球連邦軍 に投降し、無傷のまま連邦軍に捕獲される。本来濃緑色の機体の色をクリーム色に再塗装し連邦軍機として参戦するが、一度目の戦闘でザビーネのベルガ・ギロスに損傷を与えるも、アンナマリーがザビーネの言葉に動揺した所を至近距離からヘビー・マシンガンでコクピットを撃ち抜かれ撃墜される。

#### ダギ・イルス・パワードウェポンタイプ
『F91-MSV』に登場。ダギ・イルスの早期警戒・指揮管制型。レーダーを強化するため、ガンダムF91搭載型に匹敵するバイオコンピューターを搭載。両脚部には3基のノズルを持つスラスターユニット(推力8950kg)を装備。背部にはプロペラントタンク兼AMBACユニットを備える。また、左腕には120mm機関砲を設置。偵察という目的を効果的に行うため、航続距離の延長に主眼を置いて開発された。
B-CLUBの「月刊MSジャーナル」および「ホビージャパンF91ハンドブック」にも掲載。ダギ・イルスに長距離偵察型オプションを装備している。余剰電力のほとんどを探査機材の電子戦装備に使用するため、ビーム・ライフルの携行は不可。代わりの兵装として左腕に固定型ヘビーライフルを備えるが、火力は貧弱なものとなっている。単独での長距離偵察への投入を想定し背部にAMBAC兼用のプロペラント・タンクを持つ。本機はCVのコスモ・バビロニア建国時にフロンティアサイドから月面近郊まで単独偵察を行い、連邦軍艦隊の動向を本国へ伝えていたとされる。
「ダギ・イルス・パワードウェポンタイプ」とする呼称は『ガンダムマガジン』掲載時のもので、「ダギ・イルス 長距離偵察型」と記述する資料も見られる。

### ビギナ・ギナ
ベルガ系の後継機として、その技術をもとに開発された指揮官用・高級士官用の試作型MS。非常に贅沢な素材で作られた高級機である。CVの軍事的なシンボルとしても位置付けられており、ベラ・ロナの専用機となる。汎用性が求められ、バランスのとれた機体となっている。
ベルガ系のシェルフ･ノズルを発展させた「フィン・ノズル」と呼ばれる推進システムをもつ。これは8基のスラスターが360度方向に独立可動することで高い機動性を発揮し、ジェネレーター直結のため伝達ロスが少なく効率的な稼働が可能となっている。構造上、機体側に支点があるため負荷の分散効果もあり、推力重量比およびレスポンスも向上している。また、AMBAC作動肢としても機能する。さらに、メイン・スラスターなどの設計変更によりプロペラントの積載量も増大し、機動性も格段に向上している。
ジェネレーターはベルガ系のものを流用している。ダギ・イルス同様、カメラ・アイはゴーグル型を採用していない。本機はガンダムF91と並び、当時のMSの性能の限界に達しているとされる。
武装・装備
ビーム・ライフル
当初はダギ・イルスと同一のものが予定されていたが、その改良試作タイプを携行し出撃している。基本的な構造や形状は同じだが、サブ・グリップの配置や照準器の形状などが異なる。
劇中では連邦軍への投降後もそのまま使用されるが、ラフレシアとの戦闘において前腕部ごと切断され失われる。
ゲーム『機動戦士ガンダム ガンダムVS.ガンダム』および『機動戦士ガンダム ガンダムVS.ガンダムNEXT』では、ショット・ランサーを携行している。
ビーム・ランチャー
連邦軍の装備を拾得したMS用大口径ビーム兵器。CVのMSは装備類の規格を連邦軍のものに合わせているため、使用可能となっている。
劇中ではラフレシアとの戦闘の直前に拾得し、ビーム・ライフルとともに遠距離からの射撃戦に用いられるが、目標のIフィールド・ビーム・バリアーを突破することはできず、接近戦を仕掛けようとした際に投棄されている。
ビーム・サーベル
腰部リア・アーマーのラッチにマウント。
劇中では、ラフレシア戦でテンタクラー・ロッドの迎撃に用いられる。
ビーム・シールド
左前腕に3本のシャフトで支持されたビーム・シールド発生器を備え、涙滴型のビーム・シールドを発生させる。
劇中での活躍
「黒の戦隊」とともにフロンティアIの制圧に参加、ガンダムF91と遭遇戦となり胸部コクピット・ハッチを破損する。F91のパイロットがシーブックであることを確信したベラは交信を試み、機体ごと連邦軍に投降する。スペース・アークにて額のエンブレムの消去、破損したハッチを別形状のものに交換するなどの整備が行われる。CVをあざむくため、連邦軍から敵と認識される危険を承知で敢えて機体コードを変えずに出撃。フロンティアIでのバグ掃討後、元凶であるガル・ブラウにMSの残骸を押しやり、狙撃して核爆発を誘発させることで撃沈に成功する。実父カロッゾの駆るMAラフレシアとの戦闘突入後は、機動性を生かしビーム・ランチャーとビーム・ライフルで応戦。テンタクラー・ロッドをビーム・サーベルで切断するなど健闘するが、頭頂部、右腕、左脚などを切断され、ベラは鉄仮面によってコクピットから引きずり出される。その後、F91は本機をビーム・ランチャーで狙撃することで、ラフレシア攻略の糸口とする。
漫画『機動戦士ガンダムF91プリクエル』では、フロンティアIV侵攻以前にアンナマリーがテスト・パイロットを務め、CVのドック「洗濯板」付近の宙域で、ミノフスキー粒子散布下を想定し無線やレーダー類を切って模擬戦をおこなう。バックパックにはフィン・ノズルではなく、片側4発のシェルフ・ノズルを装備している。

#### ビギナ・ギナ（ベラ・ロナ・スペシャル）
『MS HAND BOOK』裏表紙にカラー設定画が掲載されたのが初出で、『F91-MSV』に分類される（型式番号：XM-07S）。
全身が赤色に塗装されており、金色の装飾が施されている。ゴーグルの形状が実戦参加仕様のものと異なり、丸眼鏡タイプのデュアル・アイを採用しているのが特徴。

#### ビギナ・ギナII
『ガンダムマガジン』No.5が初出で、「F91-MSV」に分類される（型式番号：XM-07B）。
コスモ・バビロニア建国戦争時にF91のデータを入手したブッホ・コンツェルンが、ビギナ・ギナをベースに開発した機体だが、経緯や開発時期に関しては不明な点が多い。頭部はツイン・アイに2対のV字アンテナなど、ガンダム・タイプに近い意匠となっている。シェルフ・ノズルに替わってF91のヴェスバーに似た形状のウィング・ノズル（「フレキシブル・ウィング・ノズル」とも、1基当たりの推力は6,160キログラム×5）を装備しており、火力はF91におよばないものの機動性は引けを取らない。また、F91のようなショルダー・フィンを左右2枚もつ。ビーム・シールドは出力強化型で、携行武装はヘビー・マシンガン2門と一体化したショット・ランサー。ビギナ・ゼラとの共通点も見られ、関連が指摘される。
塗装は赤を基調に一部黒とグレーで塗られており、「レッド・バンガード」に配備される予定であったとされるが、そのような部隊は確認されておらず詳細は不明。デザイナーの大河原邦男は「パイロットはドレル・ロナがふさわしいかな」とコメントしており、これを踏襲して、ドレル専用機だったとも伝えられるが詳細不明とする資料もあり、ゲーム『SDガンダム GGENERATION OVER WORLD』の公式サイトでもパイロットがドレルになっている。

##### ビギナ・ギナII（木星決戦仕様）
『機動戦士クロスボーン・ガンダム 鋼鉄の7人』に登場。
ギリが使い慣れたクァバーゼが戦闘可能な状態の機体がなくなったことと修復に時間をかけれる状況ではないため、サナリィにあったビギナ・ギナⅡをギリ専用に改修された機体。左腕の出力強化型ビーム・シールドは撤廃され、代わりにギリが使い慣れた木星帝国のクァバーゼに付けられていたスネークハンド（触手状のアーム・マシンウィップの先端に、丸鋸状のビーム・ソーを装備させた武器）を装備、5発の核弾頭ミサイルが装着されたショット・ランサーを携行する。

#### ビギナ・ゼラ
『シルエットフォーミュラ91』に登場。
ビギナ・ギナと同様にダギ・イルスを基に開発した汎用多目的型。ビギナ・ギナと並行して開発された。
機体色は紅色と黒鉄色。頭部はビギナ・ギナのものに類似したバイザー型センサーを採用し、両側頭部にアンテナを備える。
従来のシェルフ・ノズルに変わり、AE社からもたらされた新技術であるヴェスバーを導入している（CVは以前よりAEとの関係が深く、同社によるSFP（シルエットフォーミュラプロジェクト）の内容を把握しており、また同時にサナリィによるF計画の概要を入手していた）。
サナリィ製のF91に装備されていたヴェスバーは、内蔵コンデンサーによって本体から分離した状態でも数射程度の使用が可能であった。しかし、このビギナ・ゼラに装備されたヴェスバーは、AE社製のRXF91同様に開発スタッフがそのコンデンサーの存在を解明できなかったために撤去されており、基部から取り外して使用することは不可能であるものの、上下2基構成のセンサーを搭載することでF91で大きな問題となっていた照準精度の低さが大幅に改善されており、信頼性の高い武装となっている。AMBACおよび推力向上の観点においても非常に有効であり、ジョイントとして使用されているクランク構造やロケット・モーターの設置によってF91をもしのぐ高機動性能を達成している。ただし、制御系にバイオ・コンピューターを採用していないため、F91のような最大稼動モードは設定されていない。
デュアルセンサーとブレードアンテナを採用しガンダムタイプに酷似した頭部エクステリアも用意されており、MS開発技術者のガンダム信仰によるものとも、CVの戦略の一環としてプロパガンダに用いる構想があったともいわれている。
試作機がCVのダーク・タイガー隊に配備され、ゼブラゾーンの軍事衝突において実戦投入された。
劇中での活躍
CVのMS試験部隊「ダーク・タイガー」を率いるシェルフ・シェフィールド大尉に実用評価試験機として供与される。AE製のネオガンダム1号機との交戦で小破、撤退する。

##### ビギナ・ゼラ アインツェルカンプ
ネオガンダムのプラモデルに付属の『MS HAND BOOK』より。ビギナ・ゼラの量産機に特殊作戦用の追加装備を施したMS。
サブ・フライト・システム兼用の大型シールド、ショット・ランサー、ビーム・ライフルを装備し、バックパックはベルガ系と同様のシェルフ・ノズルに換装されている。
ベルガ系列の量産機と同様の紫を基調としたカラーリングを採用している。シールドはF90IIのIタイプに採用された大型ブースターに近似しており、ネオガンダムとの一騎打ちを想定している。
前述『MS HAND BOOK』のプラモデル作例では、大型シールドがガンダムF90のジャンクパーツを多用して作られている。

#### ビギナ・ロナ
ゲーム『SDガンダム GGENERATION SPIRITS』に登場するゲームオリジナルの機体。
ロナ家を護衛する親衛隊の専用機としてコスト度外視の高性能機として開発が行われ、ビギナシリーズをもとにビギナ・ゼラなどの運用データを用いて設計されたとされている。
ショット・ランサーを7連装式にしたバスターランサーや、ヴェスバーをもとに改良して手持ち式となったヴァリアブル・メガ・ビーム・ランチャーなどを装備し、高い火力を実現している。
また、ガンダムF91と同様のフェイスカバー機構を搭載しており、頭部のデュアルカメラを保護しているカメラシールドも同様に開放することができる。しかし、これらの機構がガンダムF91やクロスボーン・ガンダムの様に頭部ユニットの冷却を目的としたものであるかなど、詳しい設定は明かされていない。

## モビルアーマー

### ラフレシア
『F91』に登場。原案は同作の監督である富野由悠季が最後の敵メカとして考えていた「メドザック」（石垣純哉による最終ラフ画稿が2020年に自身のTwitterで公開された。名称は「メドザック・バスース」と記されている）であるが、富野曰く「メドザックはすごすぎる」ということで次回作（未発表）に回すことになり、メドザックを基本に富野がラフスケッチを描いた。この時点でコンセプトと基本デザインは完成している。大河原が過労で入院したために石垣がラフをもとに第1稿を描き、最終的なクリーンアップは退院した大河原がおこなった。
設定解説
CVの最高司令官にしてコスモ貴族主義の名の下で「無差別の粛正」を旨とする「鉄仮面」ことカロッゾ・ロナ大将テンタクラー・ロッドシア・プロジェクト」の遂行のために開発された、試作型MA。その外観は5枚の花弁を持つ巨大な花を想起させる、人型を外れたMAの中でも特に異彩を放つ機動兵器である。本機にはバイオ・コンピューターの導入など先鋭的な技術が多数導入されており、宇宙世紀0120年代の技術を結集した機体といえる。ただしカロッゾは、総帥であるマイッツァー・ロナにも秘密で本機を開発している。
制御はカロッゾ・ロナの鉄仮面と直結した光ファイバー経由で脳波コントロールによって行われる。これはカロッゾがCVに参画する以前から研究していた思考機器操作の研究の発展形にあり、「ネオ・サイコミュ」とも呼ばれる。コクピットは“茎”にあたる中央ユニット先端に位置し、MSやMAのものとしてはきわめて珍しいキャノピー式の半露出構造となっており、リニアシートや操縦桿さえ有していない。これはカロッゾがノーマルスーツなしで宇宙空間に出られる身体機能を有していたことを前提とした、有視界戦闘のためと考えられる。上述のネオ・サイコミュ・システムは、機動からテンタクラー・ロッド125基を含む豊富な武装による攻撃行動に至るまですべて機体制御をパイロットの思考のみで可能とするが、無論、常人にそれができるはずもなく、機械的な強化を施されたカロッゾの専用機として設計されている。
備考
ゲーム関連資料によってはバグのコントロール機能を持つとするものもみられる。本来バグはザムス・ガルに積載される兵器である。
武装・装備
テンタクラー・ロッド
花弁型ユニット裏面に25基ずつ、計125基を備える。先端部にビーム・ライフルとチェーンソーを併せもつ。またグフのヒートロッドのように、電撃攻撃も可能である。
花弁部メガ・ビーム・キャノン
5基の花弁型ユニット先端に1基ずつを装備するメガ粒子砲。ユニットの可動によって射界を広く確保することができ、機体全周への攻撃が可能。
茎部メガ粒子砲
中央ユニットのコクピット周囲に配された計5基のメガ粒子砲。連射性能には優れるが射界は限定され、巡航形態を含めた進行方向に対する攻撃手段となる。
底部拡散ビーム砲
根部ビーム・キャノン
中央ユニット尾部に装備された2種類のメガ粒子砲。一斉発射によって高い火力を発揮し、月からの連邦軍艦隊を瞬時に撃滅している。
Iフィールド・ジェネレーター
敵のビーム攻撃やMSの核融合炉の爆発にも耐え得るIフィールド・ジェネレーターを備える。
劇中での活躍
カロッゾが搭乗してCV艦隊旗艦のザムス・ガルから出撃、月から出撃した地球連邦軍の増援艦隊を一瞬で壊滅させると、続けてシーブックが搭乗するガンダムF91とカロッゾの実子ベラ・ロナの搭乗するビギナ・ギナと交戦を開始する。圧倒的な攻撃力とIフィールドによる鉄壁の防御力で2機を追い込み、懐に飛び込んできたビギナ・ギナをテンタクラー・ロッドで拘束、中破に追い込む。しかしこのとき、カロッゾが個人的感傷に駆られて自ら手で直接ベラに恐怖を与え屈服させるため、ラフレシアのコクピットから離れてしまう。このタイミングでF91がリミッターを解除し、ガンダムF91の「質量を持った残像」に翻弄され始める。加えて、自機周辺に引き寄せていたビギナ・ギナの残骸に対しF91が砲撃、熱核反応炉を爆発させた衝撃により花弁ユニットの1基を失う。更に焦燥に駆られて攻撃を続けるカロッゾだったが、最終的にラフレシアのコクピット間近に迫ったF91の残像に対しテンタクラー・ロッドが攻撃を行い、カロッゾ自身を撃ち抜くかたちで自滅、爆散する。
小説版では「F91が至近距離からラフレシアのコクピットにヴェスバーを撃った。ラフレシアの前に現れたF91の残像に対しテンタクラー・ロッドが攻撃を仕掛けていたため、ラフレシアに対し攻撃したように見えた。」と説明されている。

#### ラフレシア・プロジェクト
当初は人の意識の拡大を実現するプロジェクトであり、この目標のためロナ家に入る以前のカロッゾは、ロナ家からの支援でバイオ・コンピューターを研究している。しかし、カロッゾはロナ家に婿入りしながらも、妻（ナディア・ロナ）との別離を招いてしまったプレッシャーと苦悩の中で義父マイッツァーの指示（理想）を屈折して反映させ、プロジェクトを変貌させる。初期段階で研究された思考による機器の操作や意思感知の技術を、カロッゾ自身に使用。結果、自意識（エゴ）を強化した「鉄仮面」が生まれる。そして地球圏を圧迫する過剰人口である、人類の9割削減を目的とした、無人兵器（バグ）による粛清のための技術開発へと変遷していく。劇中で「誰も良心を痛めることのない良い計画」とカロッゾは語るが、本計画の真相は彼と一部の高級将校（ジレ・クリューガーら）によって極秘裏に進めていたものであり、マイッツァー・ロナ総帥にすら詳細を秘匿されている。

### エビル・ドーガ
ゲーム『SDガンダム GGENERATION』シリーズに登場するCVのMAである。
設定解説
U.C.0093年以降、ブッホ・コンツェルンがジャンク回収業を行っていた折に第二次ネオ・ジオン抗争において新生ネオ・ジオン軍が廃棄したα・アジールの残骸を秘密裏に回収、U.C.0106年のCV結成の傍ら開発した機体。
自社のデナンタイプのMSの技術と掛け合わせて開発した。ファンネルを主兵装として搭載しており、これはネオ・サイコミュシステム制御により一般パイロットでもあつかうことが可能となっている。またラフレシアで用いられていたバグのコントロールシステムも搭載されている。製作総指揮のカロッゾ・ロナが戦死したことから実戦投入は見送られる。

## その他

### バグ
『F91』に登場。デザインはラフレシアと同様の経緯で、富野のラフスケッチから石垣を経て、大河原によってクリーンアップされた。
設定解説
円盤型の自律型対人感応殺傷兵器。コロニーの施設を必要以上に傷付けずに制圧すべく、人間の熱感知、二酸化炭素反応、動体センサーなどを使用して人間のみをターゲットとするよう設計されている。通称『親バグ』と呼ばれる4m弱の移動体はミノフスキークラフトとバーニアによって浮遊・飛行・回転し、24基のチェーンソーによって高速回転しながらターゲットを車両や設備ごと切り刻む。チェーンソーはガンダリウム合金の装甲さえ切り裂く強力なものとなっている。
親バグユニットが入りこめないシェルター内部などへは内部に収容した小型円盤ユニット、通称『子バグ』を放出することで対応。子バグは小型レーザーと8枚のブレードを回転させることで建造物などへ潜入を行い、必要に応じて自爆用の爆薬で攻撃する。制御自体は自律行動に基づく機械的で単調なものとなっており、回避運動は取らない、もしくは取れないようで、対象に向かうことで自機の破壊が確実でも構わず突撃する。
劇中の活躍
コスモ・バビロニア建国戦争時に、フロンティアサイドの住民に対して使用される。ジレ・クリューガーによれば、フロンティアIで稼働させたバグの能力は「初動は完璧で、増殖さえ予定通りならフロンティア1の300万人口の掃除は、2～3日で完了する」とカロッゾ・ロナに説明している。カロッゾは上記の「テスト」がこのまま良好であれば、ただちにバグを月と地球に降下させようと語り、誰の良心も痛めることがないいい作戦だと評価した。バグの稼働には大電力が必要であり、ザムス・ガルの船首部分であるガル・ブラウを分離させ、コロニー（フロンティア1）外部の核融合発電所に固定することによって使用した。
劇中では戦艦ザムス・ガルに秘密裏に搭載されており、一部の者を除いてその存在を知らされてはいなかった。フロンティアIVに篭城した抵抗勢力に対して使用され、コズモ・エーゲスを始め多くのレジスタンスや一般人を殺傷する。さらにはMSにすら襲いかかり、ビルギット・ピリヨの搭乗するヘビーガンのコクピットを爆破し撃墜する。
小説版『機動戦士Vガンダム』では、ウッソ、カテジナ、カルル達が民家に隠れていた所で、正体不明の機械に襲われる。その機械はアポジ・モータに似た音をさせながら動いた後、ビームロータの音をさせながら遠ざかっていった。それをウッソは「クロスボーン・バンガード時代につかわれたビットとかバグというのに似ていた」と語るが、詳細は不明。小説版『∀ガンダム』（改題『月に繭 地には果実』）では、月の運河に設置された巨大荷電粒子砲「カイラス・ギリ」の防衛兵器として多数配備されている。『マガジンZ』連載の曽我篤士画の漫画版『∀ガンダム』にも登場しているが、これは親バグ子バグともハロに偽装された姿となっており、より対人兵器としての性格を強めたものとなっている。ギンガナム軍により月面都市ゲンガナムに潜入したロランたちに対する追手として放たれる。